# Ауэнгрунд
Ауэнгрунд (нем. Auengrund) — община в Германии, в земле Тюрингия.
Входит в состав района Хильдбургхаузен. Население составляет 3193 человека (на 31 декабря 2010 года). Занимает площадь 37,07 км².
Коммуна подразделяется на 6 сельских округов.